# Pierre Ier de Beauvau
Pour les articles homonymes, voir Beauvau.
 (décembre 2023).
Si vous disposez d'ouvrages ou d'articles de référence ou si vous connaissez des sites web de qualité traitant du thème abordé ici, merci de compléter l'article en donnant les références utiles à sa vérifiabilité et en les liant à la section « Notes et références ».
Pierre Ier de Beauvau (1380-1435), seigneur de Beauvau et, par acquisition en 1413, de La Roche-sur-Yon et de Champigny-sur-Veude. Il fut un des conseillers du roi Charles VII, conseiller et chambellan du duc Louis II d'Anjou (et son exécuteur testamentaire) puis de son fils Louis III d'Anjou, il fut diplomate, gouverneur et sénéchal et compagnon d'armes de Jeanne d'Arc.

## Biographie
En 1409, il épousa Jeanne de Craon, veuve d'Ingelger II d'Amboise seigneur de Rochecorbon : elle était la fille de Pierre de Craon-La Ferté-Bernard, seigneur de Sablé et de la Ferté-Bernard, issu de la Maison de Craon, et de Jeanne de Châtillon, dame de Rozoy. Ils eurent deux fils : 
1. Louis de Beauvau (1409-1462), qui épouse Marguerite de Chambley, fille de Ferry de Chambley et de Jeanne de Launay-alias d'Herbevilliers-Lannoy : parents d'Isabelle de Beauvau, dame de La Roche-sur-Yon et de Champigny-sur-Veude, mariée en 1454 à Jean VIII de Bourbon-Vendôme (Henri IV et Louis XIV sont dans leur postérité agnatique, comme les Bourbon-Montpensier) ;
2. Jean IV de Beauvau (sa naissance coûta la vie à sa mère en 1421 ; † 1503), qui épouse Jeanne de Manonville, d'où la suite de la Maison de Beauvau-Craon, baron puis marquis de Beauvau (le nom de Craon est ajouté en hommage au sacrifice maternel de Jeanne de Craon ; il n'indique nullement un droit sur la seigneurie-baronnie de Craon).

(Ne pas le confondre avec son petit-cousin de la branche cadette, Pierre de Beauvau du Rivau, seigneur de La Bessière (à Deux-Evailles), seigneur du Rivau par son mariage en 1438 avec Anne de Fontenay dame de Saint-Cassien (à Angliers), conseiller-chambellan de Charles VII, mort en 1453 des blessures reçues à Castillon ; en 1442 il fit reconstruire le château du Rivau, à 15 km de la résidence du Dauphin Charles VII à Chinon).
Sénéchal d'Anjou, il fut gouverneur de l'Anjou et du Maine. Il était également capitaine de la cité d'Angers chargé de la défense de la ville face à la menace anglaise pendant de la guerre de Cent Ans.
Il était Gouverneur du château de Tarascon pour Louis II d'Anjou, Capitaine de la tour de Tarente (Italie). Nommé ambassadeur du roi de Sicile, il était souvent en déplacement dans les fiefs et possessions de René d'Anjou, notamment en Sicile et en Provence.
Militaire français. Il aida Tanneguy du Chastel à faire fuir le dauphin Charles (futur Charles VII) hors de Paris, le 29 mai 1418 lors de la prise de la capitale par les Bourguignons.
Il aurait traduit en français le Filostrato de Boccace, vers 1453-1455, mais des auteurs attribuent cette traduction à son fils Louis de Beauvau,.
Il était le frère aîné de Bertrand de Beauvau.